# Jamel Gamra
Jamel Gamra, né le 4 septembre 1961 à Jemmal, est un ingénieur tunisien, ministre du Tourisme dans le gouvernement Ali Larayedh.

## Biographie

### Études
Jamel Gamra est ingénieur en informatique et en marine marchande.

### Carrière d'ingénieur
Jamel Gamra travaille à la Compagnie tunisienne de navigation jusqu'à devenir PDG en 2012.
Entre le 24 septembre 2011 et le 30 mars 2013, il occupe le poste de président de la branche régionale de l'Union tunisienne de l'industrie, du commerce et de l'artisanat à Sousse,.

### Rôle après la révolution de 2011
En 2013, il devient ministre du Tourisme dans le gouvernement Ali Larayedh.
Son nom figure sur la liste des ministres proposée par Habib Jemli, le 2 janvier 2020, en tant que ministre du Transport et de la Logistique.